# Bitwa pod Częstochową (1665)
Bitwa pod Częstochową – bitwa stoczona pod Częstochową 4 września 1665 roku jako jedno ze starć rokoszu Lubomirskiego, tj. walk pomiędzy szlacheckimi konfederatami popierającymi Jerzego Lubomirskiego a oddziałami litewskimi stojącymi po stronie króla Jana Kazimierza. Armia królewska została rozbita przez wielkopolskie oddziały pospolitego ruszenia i zbuntowanej części armii koronnej.

## Przebieg
Wysłane przez króla w pościg za wycofującymi się buntownikami, 5-tysięczne litewskie wojsko pod wodzą Aleksandra Połubińskiego, zachęcone przez kanclerza wielkiego litewskiego Krzysztofa Paca, przeprawiły się przez wezbraną Wartę i uderzyły na maszerującą dywizję rokoszową Aleksandra Polanowskiego. Najpierw, zbiegając z pagórków, uderzyła 700-osobowa jazda wołoska i kozacka, a następnie cała bezładna reszta konnicy litewskiej i rajtaria pod dowództwem Francuza Briona, a w końcu regiment pieszy z gwardii króla pod komendą Szweda Wrangla. Wojska rokoszan zaczęły przegrywać.
Z pomocą natychmiast przybyła reszta wojsk konfederatów dowodzona przez Stefana Piaseczyńskiego na czele lekkiej jazdy oraz Józefa Borka dowodzącego zaciężnymi wojskami cudzoziemskiego autoramentu. Kiedy nadjechał jeszcze odwód wojsk Lubomirskiego, napastnicy zostali zmuszeni do odwrotu w stronę klasztoru, pomimo nadciągających posiłków złożonych z dragonii, gwardii i rajtarii królewskiej, usiłującej powstrzymać wycofujących się Litwinów i ich szyki ostatecznie się załamały. Zakonnicy, nie chcąc dopuścić do profanacji świętego miejsca, nie zgodzili się wpuścić pod osłonę murów Jasnej Góry cofających się przed buntownikami rojalistów, a nawet zaczęli strzelać z armat w powietrze, czym usiłowali odstraszyć obie walczące strony. Uciekającym Litwinom pod kościołem Św. Barbary zastąpił drogę marszałek związkowy Ustrzycki. Zostali oni otoczeni i zmuszeni do kontynuowania walki, w której  zostali ostatecznie rozgromieni. Część uciekła, część zabito, a część się poddała i została wzięta do niewoli. Po bitwie cała zwycięska armia kontynuowała wycofywanie, jakby nic się nie wydarzyło.
Zginęło około 300 zwolenników króla, a 1200 dostało się do niewoli razem z dowódcami (Połubińskim, Brionem i trzema Pacami). Z 3500 konfederatów zabito około 1000 żołnierzy, głównie w początkowej fazie bitwy. Jan Kazimierz, wściekły na paulinów, że ani nie strzelali do rokoszan, ani jego wojsk nie wpuścili za mury twierdzy, aresztował komendanta, rozbroił jej wojskową załogę, a na jej miejsce obsadził 300-osobowy oddział piechoty komputowej. Dalszą konsekwencją tej bitwy było podpisanie rozejmu w Palczynie 6 listopada 1665 roku.